# Раздольский, Иван Яковлевич
Иван Яковлевич Раздольский (24 июня 1890, станица Невинномысская Кубанской области Кавказского края — 16 марта 1962, Ленинград) — советский невропатолог, член-корреспондент АМН СССР (1946), заслуженный деятель науки РСФСР (1946). Военврач 2-го ранга.

## Биография
В 1904 году окончил училище в станице Невинномысской. После окончания школы военных фельдшеров в Екатеринодаре, работал помощником фельдшера в войсковой больнице.
В 1919 году окончил Санкт-Петербургскую военно-медицинскую академию. Работал в Ленинграде в клинической больнице имени Мечникова. В 1921 году защитил докторскую диссертацию на тему «Эволюция нервной системы и ее отражение в симптомах поражения пирамидного пучка».
В 1933—1960 годах — заведующий кафедрой нервных болезней 2-го Ленинградского медицинского института, профессор.
В годы Великой Отечественной войны служил главным невропатологом Ленинградского фронта.
Похоронен в Ленинграде на Богословском кладбище.
Дочь — искусствовед В. И. Раздольская.

## Научные труды
Является автором более 160 научных работ, в том числе 5 монографий по проблемам опухолей центральной нервной системы, клиники и диагностики травматических поражений нервной системы.
- Опухоли IV желудочка головного мозга, JI., 1940
- Общие вопросы клиники огнестрельных ранений и повреждений позвоночника и спинного мозга, Опыт советских медиков в Великой Отечественной войне 1941—1945 г., т. И, с. 72, М., 1952
- Опухоли головного мозга, М., 1954
- Клиника опухолей головного мозга, Д., 1957
- Опухоли спинного мозга и позвоночника, Л., 1958

## Награды и почётные звания
- орден Ленина
- орден Красной Звезды (17 мая 1944)
- Заслуженный деятель науки РСФСР (1946)